# King's Field IV
King's Field IV (King's Field: The Ancient City en Amérique du Nord) est un jeu vidéo de type dungeon crawler développé et édité par FromSoftware sorti en 2001 sur PlayStation 2.

## Accueil
- Famitsu : 30/40[1]
- Jeux vidéo Magazine : 6/20[2]